# Правдинское городское поселение
Пра́вдинское городско́е поселе́ние  — упразднённое муниципальное образование в составе Правдинского района Калининградской области. Административный центр поселения — город Правдинск.

## География
Площадь поселения 55 719 га.

## История
Правдинское городское поселение образовано 1 января 2006 года в соответствии с законом Калининградской области № 476 от 21 декабря 2004 года. В его состав вошёл город Правдинск и территории Дружбинского, Пореченского и Севского сельских округов.
Законом Калининградской области от 27 апреля 2015 № 418, 1 января 2016 года все муниципальные образования «Правдинский район» — «Правдинское городское поселение», «Железнодорожное городское поселение», «Домновское сельское поселение» и «Мозырьское сельское поселение» — были преобразованы, путём их объединения, в Правдинский городской округ.

## Состав городского поселения
В состав городского поселения входят 33 населённых пункта
- Антоново (посёлок) — 14[4]
- Белый Яр (посёлок) — 137[4]
- Березово (посёлок) — 7[4]
- Бычково (посёлок) — 1[4]
- Дальнее (посёлок) — 177[4]
- Дворкино (посёлок) — 218[4]
- Дружба (посёлок) — 440[4]
- Зеленцово (посёлок) — 6[4]
- Извилино (посёлок) — 89[4]
- Киселевка (посёлок) — 46[4]
- Костюковка (посёлок) — 78[4]
- Краснополье (посёлок) — 17[4]
- Крутой Яр (посёлок) — 19[4]
- Курортное (посёлок) — 272[4]
- Луговое (посёлок) — 86[4]
- Лукино (посёлок) — 80[4]
- Новое (посёлок) — 0[4]
- Октябрьское (посёлок) — 8[4]
- Передовое (посёлок) — 32[4]
- Песочное (посёлок) — 77[4]
- Поречье (посёлок) — 348[4]
- Правдинск (город, административный центр) — 3934[5]
- Прогресс (посёлок) — 0[4]
- Ровное (посёлок) — 176[4]
- Родники (посёлок) — 68[4]
- Рябинино (посёлок) — 56[4]
- Севское (посёлок) — 361[4]
- Сопкино (посёлок) — 102[4]
- Темкино (посёлок) — 179[4]
- Тростники (посёлок) — 74[4]
- Федотово (посёлок) — 74[4]
- Холмогорье (посёлок) — 22[4]
- Шевченко (посёлок) — 393[4]

## Население
| 2010 | 2012  | 2013  | 2014  | 2015  |
| ---- | ----- | ----- | ----- | ----- |
| 7980 | ↗8056 | ↗8089 | ↘8021 | ↘7961 |

Население городского поселения составляет 9048 человек, в том числе, городское население 4585 человек (из них в Правдинске — 4323 жителя), сельское поселение — 3657 человек.

## Экономика
Ведущим промышленном предприятием поселения является ЗАО «Правдинский масло-сыродельный завод», на долю которого приходится 73 % общего объёма продукции обрабатывающих производств. В сельском хозяйстве имеются три крупных предприятия СПК «Колхоз Севское», ЗАО «Пограничник», СПК «Колхоз Дружба». Общая площадь сельскохозяйственных угодий составляет 22,2 тысяч га.

## Достопримечательности
- Церковь Святого Георгия Победоносца в Правдинске (XIV века), ныне Святогеоргиевский Собор Русской православной церкви.
- Остатки городских укреплений (XIV век) в Правдинске.
- кирхи в посёлках Дружба, Поречье.
- Могила генерала Мазовского Н. Н.
- Братская могила русских солдат, павших в битве при Фридланде в 1807 году (Правдинск).
- Братские могилы советских воинов, погибших в 1945 г. (Правдинск, посёлки Дружба, Севское).
- Гидроэлектростанции начала XX века в Правдинске и Курортное.